# Herri Torrontegui
Herri Torrontegui, född 19 april 1967 i Gorliz, är en spansk roadracingförare som var verksam i Grand Prix Roadracing från 1986 till 1996. Störst framgång nådde han i 80-kubiksklassen där han tog sina två Grand Prix-segrar samt två tredjeplatser säsongen 1989 och blev 4:a i VM. Torrontegui tävlade i VM i 80GP 1986-1989, i 125GP 1989-1991 och 1993-1996 samt i 250GP 1991-1992.